# Memphis (Missouri)
Memphis è un comune degli Stati Uniti d'America, situato nello Stato del Missouri, nella contea di Scotland, della quale è il capoluogo.